# Miep Diekmann
Miep Diekmann (26 janvier 1925 - 9 juillet 2017) est une auteure néerlandaise de littérature d'enfance et de jeunesse.

## Jeunesse
Diekmann est née en 1925 à Assen. Son père travaille dans l'armée et la famille déménage à plusieurs reprises, à Kampen en 1928, à Vreeland en 1930 et en 1934 à Willemstad, Curaçao.

## Carrière

### Caraïbes néerlandaises
Les années passées à Curaçao constituent une source d'inspiration pour Diekmann, notamment dans De boten van Brakkeput (1956) traduit en français sous le titre L'énigme de la langue creuse (1961). En 1956, elle remporte un prix littéraire pour ce livre et l'histoire est adaptée pour la radio néerlandaise en 1959.
En collaboration avec Alice van Romondt et Liesbet ten Houten, elle participe à la création de la société d'édition Charuba en 1984 et en coopération avec la société d'édition néerlandaise Leopold. Entre 1981 et 1988, elle séjourne à Aruba plusieurs mois par an pour y former les écrivains, parmi lesquels Sonia Garmers, Richard Piternella, Frances Kelly, Josette Daal, Desiree Correa et Diana Lebacs.

### Tchécoslovaquie / République tchèque
Miep Diekmann voyage en Tchécoslovaquie dans les années 1960 et 1970 pour aider des auteurs tchèques. En 1981, elle remporte le prix Boekensleutel avec l'écrivain et poète tchèque Dagmar Hilarová pour le livre Ik heb geen naam. Miep Diekmann et Dagmar Hilarová reçoivent le prix littéraire Janusz Korczak de la section nationale polonaise l'Union internationale pour les livres de jeunesse en 1983. Entre 1979 et 1982, Miep Diepmann est également à la tête de la section néerlandaise de l'Union internationale pour les livres de jeunesse. Elle devient membre honoraire de PEN International en République tchèque en 1994 pour ses contributions à la littérature tchèque.

### Autre
En 1964, elle remporte le Deutscher Jugendbuchpreis pour son livre En de groeten van Elio (1961). L’histoire a également été adaptée en pièce radiophonique pour la radio allemande. En 1970, elle reçoit le prix littéraire Staatsprijs voor kinder- en jeugdliteratuur et en 1975, le prix littéraire Nienke van Hichtum-prijs pour le livre Dan ben je nergens meer.
En 1978, elle écrit un livre de poésie pour enfants Wiele wiele stap avec des illustrations de Thé Tjong-Khing, livre traduit en 1981 sous le titre Roule Roulons. Diekmann remporte un prix Gouden Griffel pour le livre et Thé Tjong-Khing remporte un prix Gouden Penseel. Pour sa contribution à la littérature pour enfants, elle remporte le Laurens Janszoon Costerprijs en 1979.
En 1985, puis 1986 elle remporte le prix littéraire Vlag en Wimpel. Ses livres mettant en vedette les personnages Hannes et Kaatje ont été décrits comme une version moderne de Jip and Janneke ou Ot and Sien.

## Vie privée
Diekmann a été mariée avec le journaliste Anton Kamphoff et ils ont deux fils.

## Œuvres
Livres en français
- L'Énigme de la langue creuse ou les Bateaux de Brakkepuits (1961)
- Le Chirurgien de la flibuste (1971)
- Assis, debout (1981)
- Roule, roulons (1981)

## Prix et distinctions

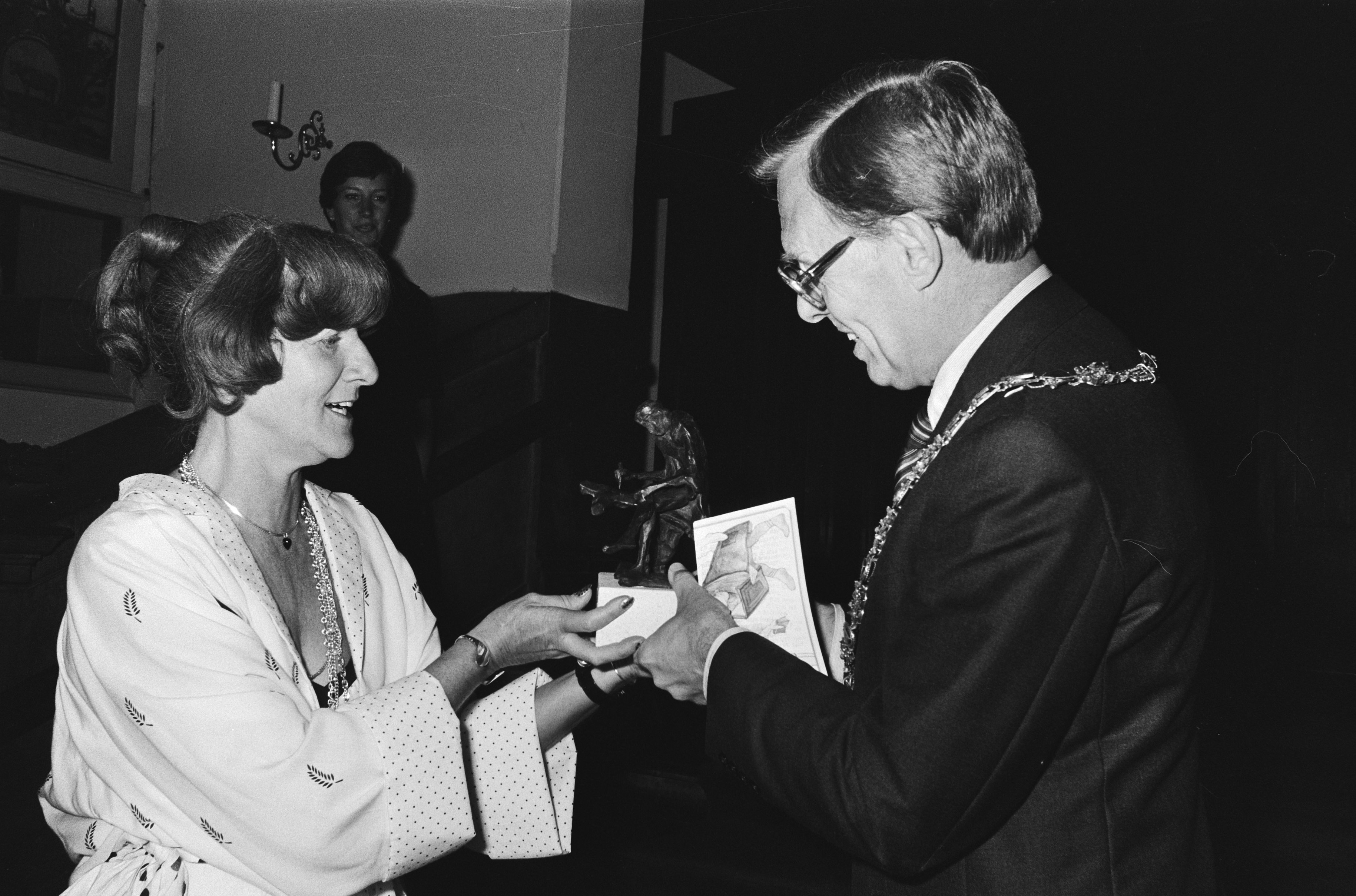
Miep Diekmann recevant le Laurens Janszoon Costerprijs du maire de Haarlem Jan Reehorst en 1979.

- 1956 : Kinderboek van het jaar (De Boten van Brakkeput)
- 1960 : (international) « Honor List »[11], de l' IBBY, pour Padu is gek
- 1964 : Deutscher Jugendbuchpreis (En de groeten van Elio)
- 1970 : Staatsprijs voor kinder- en jeugdliteratuur
- 1975 : Nienke van Hichtum-prijs
- 1978 : Gouden Griffel ( Wiele wiele stap )
- 1979 : Laurens Janszoon Costerprijs
- 1980 : Vlag en Wimpel (Stappe stappe step)
- 1981 : Boekensleutel (Ik heb geen naam)
- 1986 : Vlag en Wimpel (Hannes en Kaatje, 2 in een straatje )
- 1987 : Vlag en Wimpel (Hannes en Kaatje en het rommellaatje )
- 1987 : Vlag en Wimpel (Hoe schilder hoe wilder )
- 1991 : nomination Publieksprijs voor het Nederlandse Boek